# Orquestra Filharmònica d'Israel

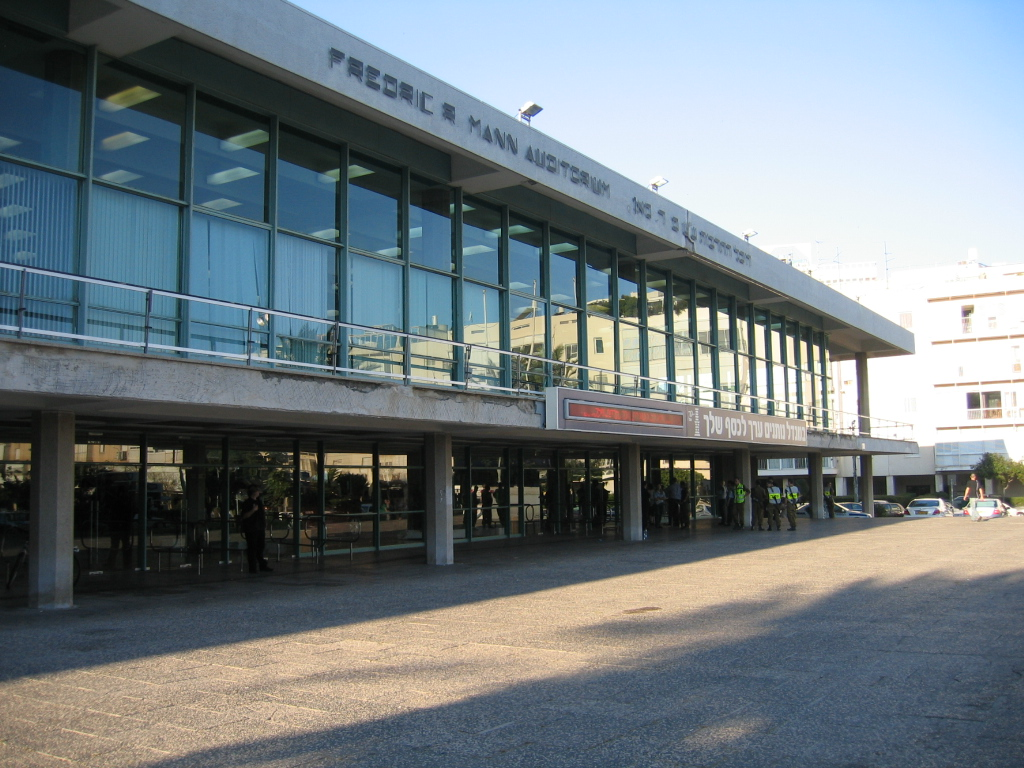
Auditori Charles Bronfman, seu de l'Orquestra Filharmònica d'Israel.

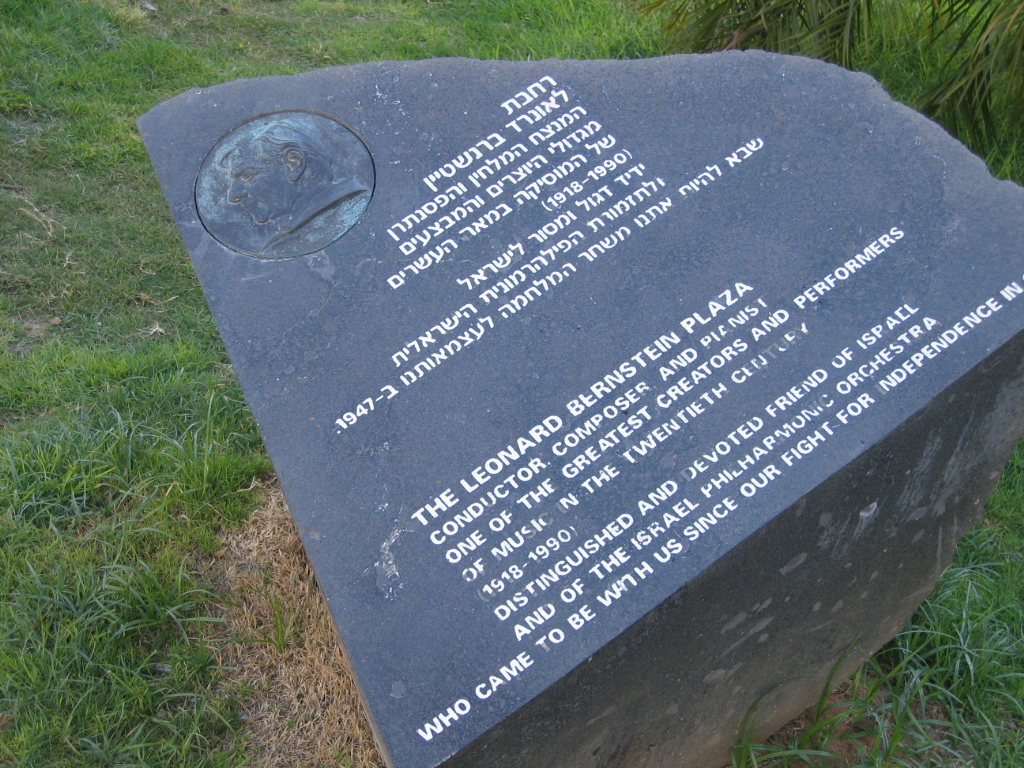
La Plaça Leonard Bernstein enfront de l'Auditori Charles Bronfman.

L'Orquestra Filharmònica d'Israel (en hebreu: התזמורת הפילהרמונית הישראלית, ha-Tizmoret ha-Filharmonit ha-Yisre'elit) és l'orquestra simfònica més important d'Israel. És considerada com una de les millors orquestres d'Àsia i així mateix del món. Originalment anomenada Orquestra Simfònica de Palestina, va ser fundada pel violinista Bronisław Huberman en 1936, en un període en el qual molts músics jueus eren acomiadats de les orquestres europees. El seu concert inaugural va tenir lloc en Tel-Aviv el 26 de desembre de 1936, i va ser dirigida per Arturo Toscanini. La IPO realitza freqüents gires internacionals, i ha convidat a varis dels més grans directors d'orquestra del món. Particularment associats amb l'orquestra són els directors Leonard Bernstein i Zubin Mehta. El primer va mantenir llaços estrets amb l'orquestra des de 1947, mentre que l'últim va servir com el seu Conseller Musical des de 1968. En 1977, Mehta va ser nomenat Director Musical i en 1981, Director Musical Vitalici. Fins a 1992, els compositors més freqüentment interpretats per la IPO van ser Beethoven, Mozart, Brahms, Chaikovski i Mendelssohn. L'orquestra manté una prohibició de facto sobre les obres de Wagner, a causa del seu antisemitisme i l'associació de la seva música amb l'Alemanya nazi.

## Directors
Fins a 1977 l'orquestra no va tenir Directors Musicals. Els directors més estretament associats amb l'orquestra van ser anomenats consellers musicals.
- Jean Martinon (1957–1959)
- Leonard Bernstein (1947–1949; Conductor Laureado des de 1988)
- Paul Paray (1949–1950)
- William Steinberg (1936–1938)
- Zubin Mehta (1968–) (Conseller Musical 1968–1977; Director Musical després)